# Anggun

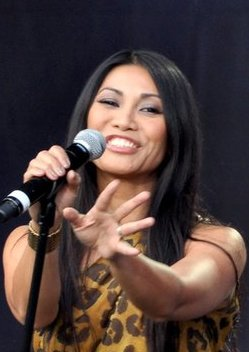
Anggun (2011).

Anggun Cipta Sasmi Embaixador(a) da boa vontade da FAO (Jacarta, Indonésia, 29 de abril de 1974), mais conhecida pelo nome artístico Anggun, é uma cantora indonésia. Anggun representou a França no Festival Eurovisão da Canção 2012.

## Discografia
Álbuns em indonésio
- Dunia Aku Punya (1986)
- Anak Putih Abu Abu (1991)
- Nocturno (1992)
- Anggun C. Sasmi... Lah!!! (1993)

Álbuns em inglês
- Snow on the Sahara (1997)
- Chrysalis (2000)
- Luminescence (2005)
- Elevation (2008)
- Echoes (2011)

Álbuns em francês
- Au nom de la lune (1997)
- Désirs contraires (2000)
- Luminescence (2005)
- Élévation (2008)
- Échos (2011)